# Linia kolejowa nr 745
Linia kolejowa nr 745 – jednotorowa, zelektryfikowana linia kolejowa znaczenia miejscowego, łącząca stację Bydgoszcz Główna z posterunkiem odgałęźnym Czyżkówko.

## Historia
Łącznica powstała między 1903 a 1907 rokiem i umożliwiła bezpośrednie kierowanie pociągów z kierunku Piła-Berlin na powstały wówczas na prawym brzegu Brdy dworzec towarowy (późniejsza Bydgoszcz Główna Towarowa). W tym celu posterunek odgałęźny Czyżkówko (wówczas Jägerhof) otrzymał w 1907 roku, istniejący do dzisiaj, budynek nastawni.